# Cristóvão Ferreira
Pour les articles homonymes, voir Ferreira.
Cristóvão Ferreira (en français Christophe Ferreira), né vers 1580 à Torres Vedras (Lisbonne) au Portugal et mort le 4 ou 5 novembre 1650 à Nagasaki (Japon), est un prêtre missionnaire jésuite portugais qui apostasie après avoir été torturé lors des grandes persécutions anti-chrétiennes au Japon. 

## Biographie

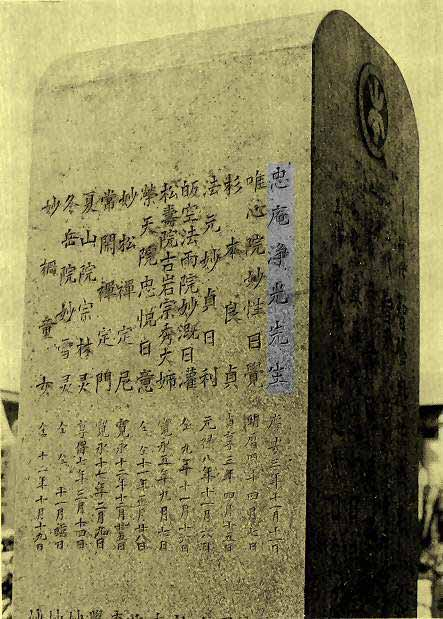
Le nom de Ferreira apparait gravé sur la tombe de son beau-fils Sugimoto Chūkei et de sa famille.

Né vers 1580 à Torres Vedras au Portugal, Ferreira entre dans la Compagnie de Jésus en 1596. Il est envoyé en Asie, où il fait ses études de philosophie et de théologie à Macao avant de devenir sitôt ordonné prêtre missionnaire au Japon. En 1612 il se voit confier la charge de trésorier de la mission Jésuite au Japon avant d'entrer dans la clandestinité à partir de 1614 au moment où le shogunat Tokugawa déclare le christianisme illégal. En 1617, il est supérieur des Jésuites de Kyoto restés dans le pays malgré les persécutions. En 1633, après l'arrestation de Sebastian Vieira, il devient le supérieur religieux de tous les jésuites présents au Japon.  
En 1633, Ferreira est capturé et abjure la foi chrétienne après avoir été torturé pendant cinq heures. Il devient le plus connu des « prêtres déchus ». Il se renomme Sawano Chuan (en japonais: 沢野忠庵). Conformément à la loi japonaise, il s'inscrit dans un temple bouddhiste et se définit lui-même comme « un membre du courant Zen », même si ses écrits autorisent plutôt à placer sa pensée dans le courant du droit naturel.
Après son apostasie, il épouse une Japonaise et participe à des jugements gouvernementaux de jésuites capturés ou de Japonais supposés chrétiens (pratique du fumi-e). Il écrit plusieurs ouvrages, notamment sur l'astronomie et la médecine. On lui donne également la paternité d'un livre intitulé La Supercherie dévoilée 「顕偽録」, rédigé en 1636, dans lequel il réfute les préceptes de la religion catholique ; des controverses existent toutefois quant à l'auteur véritable de cet ouvrage. Ferreira meurt à Nagasaki en 1650. Selon certaines sources, il serait revenu à la foi catholique avant de mourir, aurait été torturé et serait mort martyr.

## Fiction
La personnalité du père Ferreira comme le contexte des graves persécutions antichrétiennes au Japon - accompagnées de tortures raffinées - qui le conduisirent à abjurer la foi chrétienne inspirèrent plusieurs œuvres.

### Littérature
- Silence, roman écrit par Shūsaku Endō, raconte l'histoire d’un jeune jésuite portugais, Sebastião Rodrigues (inspiré de la figure historique de Giuseppe Chiara), envoyé au Japon pour soutenir les chrétiens persécutés et enquêter sur l'apostasie de celui qui fut son professeur au Portugal, Cristóvão Ferreira.
- Butterfly Beast édité chez Mangetsu, manga dont l'un des personnages principaux est Cristovao Ferreira.
- Le ciel ne parle pas, roman de Morgan Sportès

### Cinéma
- 1971 : Silence, film historique japonais réalisé par Masahiro Shinoda. Ferreira y est joué par Tetsurō Tanba.
- 2016 : Silence, film historique américano-mexicano-taïwanais réalisé par Martin Scorsese. Ferreira y est incarné par Liam Neeson.

En 2007, le réalisateur Martin Scorsese a annoncé son intention de réaliser une adaptation du livre. Le tournage débute en janvier 2015. Le film sort sur les écrans en France en février 2017.  Scorsese présente les différents éléments connus de la vie de Ferreira : la torture et la vue de ses confrères torturés, l'apostasie, la rédaction d'ouvrages, la mention de son mariage, etc. L'une des dernières scènes le présente en train de faire la chasse aux objets de piété chrétiens dissimulés. Une parole échangée (« Our Lord ») avec Sebastião Rodrigues laisse penser que sa foi chrétienne n'a pas disparu, même si tous les signes extérieurs montrent le contraire.